# Rosalia Rovira i Duart
Rosalia Rovira i Duart (Barcelona,1903 - 12 març 1982) va ser una actriu i locutora, pionera de la Ràdio Associació de Catalunya.
Nascuda a Barcelona el 1903, des de molt jove, es va formar com actriu a l'Escola Catalana d'Art Dramàtic (inaugurada el 1913 com una secció del Liceu, del qual es va independitzar al cap d'un any, passant a ser dirigida per Adrià Gual). Un cop acabats els estudis, el professor i director teatral Enric Giménez, li va oferir ser la primera actriu de la Companyia de teatre de l'Orfeó Gracienc. Ho va acceptar i hi va romandre durant quatre anys, fins que el mateix Giménez, actor del quadre escènic de Ràdio Associació de Catalunya, la va animar a presentar-se a les proves per a la plaça de locutora. Rovira, de trenta-un anys, va obtenir la feina i el setembre de 1931 es va fer càrrec de la secció infantil de tarda.Tres mesos més tard, va formar parella radiofònica amb l'actor Ismael Cera, amb el qual, mentre feien els programes o llegien els anuncis, improvisava petites converses informals, fet que divertia l'audiència i els va atorgar una gran popularitat.
Més endavant, Rovira també es va encarregar dels programes matinals dirigits a les radioients femenines, essent els més populars: Discos sol·licitats i sobretot el Consultori femení de bellesa de Ràdio Associació, que durant la Guerra Civil es va anomenar Consultori femení de donya Montserrat Fortuny de Laboratoris Eupartol, amb tanta audiència, que va sobreviure durant el franquisme, des del 1939 fins al 1971, presentat per Mercedes Laspra.
Durant tota la Guerra Civil, Rovira es va mantenir com a primera locutora de Ràdio Associació de Catalunya i era la persona que estava al micròfon, just quan les tropes de Franco van ocupar Barcelona. Amb la derrota del Bàndol Republicà, va ser detinguda i reclosa a la presó de Dones de les Corts. Tot i que va ser declarada lliure de responsabilitats polítiques, va patir la depuració laboral.
Ràdio Associació de Catalunya es va convertir en Radio España de Barcelona i Rovira va estar per sempre més vetada a la ràdio i al teatre. Amb el retorn de la democràcia, poc abans de la seva mort el 1982, va rebre un subsidi com a antiga treballadora de la Generalitat.